# 七滝村 (秋田県)
七滝村（ななたきむら）は秋田県鹿角郡にあった村。現在の鹿角市十和田上向・十和田山根、小坂町上向・荒谷・大地、および飛地として十和田湖西岸が村域であった。なお、十和田湖は境界が確定していなかった。

## 地理
- 山：亀田山、高寺山、杉沢山、笹森、現頭倉、赤岩山、鉛山、岩岳、御鼻部山
- 湖：十和田湖
- 河川：小坂川

## 歴史
- 1889年（明治22年）4月1日 - 町村制の施行により、山根村、上向村、荒谷村、大地村の区域をもって発足。
- 1953年（昭和28年）5月18日 - 二級国道103号が村域を通る。
- 1955年（昭和30年）4月1日 - 小坂町と合併し、改めて小坂町が発足。同日七滝村廃止。

## 交通

### 道路
- 県道大鰐毛馬内線（1970年、国道282号に指定）
- 二級国道103号（飛地の十和田湖畔）

1986年に東北自動車道が開通し、旧村域を通過するが、廃止当時は未開通であった。